# 민원24
민원24는 국민 누구나 행정기관 방문 없이 집, 사무실 등 어디서나 1년 365일 24시간 민원을 안내/신청/열람/발급할 수 있도록 대한민국 정부에서 운영하는 전자민원 서비스이다. 영문 브랜드 G4C(Government for Citizen)를 사용해 왔으나 보다 많은 국민들이 쉽게 기억할 수 있도록 대국민 공모를 통해 2010년 8월 2일부터 한글 명칭 '민원24'를 사용하고 있다. 한편 민원24는 여러 전자정부사이트를 통합하는 정부24와 같은 전자정부 플랫폼중 하나이다. 2020년 11월 5일 서비스가 종료되고 정부24로 일원화되었다.

## 주요 서비스

### 민원안내
- 민원인이 처리하고자 하는 민원을 쉽게 찾아볼 수 있도록 하는 것으로, 민원 종합안내, 분야별 안내, 색인별(가나다순)의 검색 방법이 있다.
- 민원인은 자신이 원하는 민원을 분야별로 찾아볼 수 있고, 간편한 검색을 통하여 안내를 받을 수도 있다. 현재 5,000여종에 관한 민원을 안내하고 있으며, 민원인은 원하는 민원에 관하여 처리기관, 구비서류, 수수료, 처리기한, 관련법제도 등에 대한 안내를 받을 수 있다.

### 민원신청
- 민원신청 서비스는 민원인이 직접 행정기관을 방문할 필요 없이 통합전자 민원창구에서 온라인으로 민원을 신청하는 서비스이다.
- 정부민원포털(민원24)에서는 1,800여종의 민원을 온라인으로 신청받아 처리하고 있다. 민원서류를 민원인이 우편으로 받아볼 수 있고, 가까운 행정기관에서 찾아갈 수 있다. 일부 민원은 제증명 서류를 인터넷 상에서 열람하거나 직접 발급 받아 사용할 수 있다. 주민등록등본초본 등 47종의 민원서류의 경우 정부민원포털(민원24)로 신청하여 발급받을 경우 수수료를 감면받을 수 있다.

### 민원열람
- 민원인이 신청한 민원을 열람할 수 있도록 하는 서비스로서 22종의 민원에 관하여 민원열람서비스를 실시하고 있다.

### 민원발급
- 민원인이 신청한 민원을 프린터로 출력하여 문서로 사용할 수 있도록 하는 서비스이다. 현재 인터넷을 통해 신청한 민원 중 토지(임야)대장등본, 국민 기초생활 수급자증명, 개별공시지가 확인원, 주민등록표등(초)본, 건축물 대장등본, 농지원부등본, 장애인증명서, 모자가정 증명서 등 500종의 민원에 대해서 발급 서비스를 실시하고 있다.

### 본인신청, 타인발급
- 본인신청·타인발급은 본인이 신청한 제증명을 타인(민원24 회원에 한함)이 프린터를 통해 발급할 수 있도록 전달하는 서비스로 민원발급이 가능한 민원에 대해 신청이 가능하며 민원신청 시 수령방법을 본인신청·타인발급으로 지정하면 된다. 문서전달을 위해 신청인은 수신인의 민원24 아이디 및 성명을 입력하여야 하며 이메일과 SMS 등을 통해 이를 통보받은 수신인은 민원24 홈페이지 [나의민원]에서 수신된 문서를 출력할 수 있다.

### 민원처리 결과 확인
- 민원처리 결과 확인 서비스에서는 나의 민원처리결과 확인, 인터넷발급 문서확인, 주민등록증 진위확인, 인감증명서발급 사실확인 결과를 확인할 수 있다.

## 추진경과
- 2000.11~2001.05. 국민지향적 민원서비스 혁신계획 수립(BPR/ISP)
- 2001.11~2002.12. 민원서비스혁신(G4C) 시스템 구축사업/보강사업/2차보강사업
- 2003.06~2003.12. G4C 인터넷 민원발급 시스템 구축사업
- 2003.09~2004.05. G4C시스템 확충을 위한 고도화 선행사업(BPR/ISP)
- 2004.12~2005.09. 인터넷 민원서비스 고도화 및 행정정보 공동이용 확대를 위한 1단계 시스템 구축사업
- 2005.12~2006.08. 전자민원서비스(G4C) 확대2단계 시스템 구축사업
- 2006.10~2007.05. 전자민원서비스(G4C) 확대3단계 시스템 구축사업
- 2007.07~2007.12. 전자민원 G4C 장비교체사업
- 2008.01~         전자민원 G4C 유지보수 사업
- 2009.06~2009.12. 민원서비스 선진화 1단계 사업
- 2010.05~2010.11. 민원서비스 선진화 2단계 사업

## 사건사고
- 2023년 11월 17일 서버 이상으로 서비스가 중단되었다.[2]